# Панчево за време Првог светског рата 1914−1918 (књига)
Панчево за време Првог светског рата 1914−1918, јесте публикација која заправо обједињује два научно-истраживачка рада познатог панчевачког историчара, адвоката и новинара Миховила Томандла: Панчево за време Првог светског рата (1914−1918) и Уништење трију монографија у Панчеву после ослобођења 1918. године. Она је објављена 2014. године од стране Историјског архива у Панчеву, ради обележавања сто година од почетка Великог рата. Поред наведених радова, публикација садржи предговор др Иване Б. Спасовић, као и кратку биографију Миховила Томандла, коју је такође она написала.

## Панчево за време Првог светског рата (1914−1918)
Миховил Томандл најпре преноси, тумачи и објашњава записе које је направио Павле Граф о првом делу рата, када доминантну појаву представља страх несрпског становништва Панчева (Немаца, Мађара, Румуна...) због напредовања српске војске из правца Краљевине Србије преко Земуна. Тако су описане појаве окупљања људи на трговима, преносу информација (често нетачних), беговима у Вршац и Зрењанин, системима одбране локалне власти и њиховом измишљању сукоба ради оправдања направљених грешака... Описани су и периоди мира, али и протеривање српског мушког становништва због сумњи о шпијунажама, оснивања Одбора 15-орице, Српског народног већа, Народне гарде и сл. Најдетаљније су приказани догађаји у септембру 1914. године када је долазило до евакуације града и сукоба између аустро-угарске и српске војске из Србије, као и период од конституисања Српског народног већа до ослобођења Панчева 8, односно 9. новембра 1918. године, који обухвата исцрпне информације о повезаности Већа и српске војске и војним операцијама предвођеним генералом Петром Арачићем.

## Уништење трију монографија у Панчеву после ослобођења 1918. године
Три монографије: „Geschichte franzfelder Gemeinde anlasslich ihrer hundertjahrigen Bestandes”, „Дневник фрањевачког манастира” и „Монографија Панчева”, нестале су после Првог светског рата, а Миховил Томандл у свом раду објашњава најпре њихов садржај и значај, а потом и потенцијалне разлоге због којих су Немци и Мађари уништили, а самим тим и обрисали један део, како историје града Панчева, његове околине и становништва, тако и сопствене прошлости.
Прва књига: „Geschichte franzfelder...” објављена у Панчеву 1893. године представљала је значајан историјски извор за историју Војне границе, Францфелда (данашњег Качарева), школства, подунавских Немаца... „Дневник фрањевачког манастира” је књига која је писана од 1718. године на латинском, а након 1848. године на мађарском језику, а њен садржај превазилазио је оквире дневника једног манастира, тако да је био важан за цело Панчево и његову околину. И „Монографија Панчева” такође је било дело више аутора, тако да је у њој обухваћен велики број битних података и информација о најстаријем периоду прошлости Панчева, пореклу насеља, владавини Турака, Војној граници, Револуцији 1848/49, хидрографским приликама итд.
Миховил Томандл тврди да су Немци и Мађари уништили ове три монографије у страху од могућих реакција српског народа због свих дешавања одиграних у периоду постојања Хабзбуршке, односно Аустро-Угарске монархије, али закључује да је то ипак велика штета, јер је тако „обрисан” један значајан део историје града.
Миховил Томандл је, као и осталим делом своје научне заоставштине, овим својим радовима допунио „слагалицу” историје Панчева, због чега су они врло значајни за град и његово становништво. Такође, врло је важно што је Историјски архив у Панчеву објавио ову публикацију, тако да ови радови постану доступни свима, а нарочито истраживачима.